# Turistická značená trasa 8861
 Turistická značená trasa 8861 je žlutá značka ve Vysokých Tatrách na Slovensku určená pro pěší turistiku, která vede od rozcestí u autobusové zastávky SAD Biela Voda na Silnici svobody na Jahňací štít. Několik desítek metrů pod chatu pri Zelenom plese vede souběžně s cyklotrasou 2860.

## Přístupnost
Přístup veřejnosti je možný po celý rok k chatě pri Zelenom plese a pouze v letním období od 16. června do 31. října až na Jahňací štít.

## Popis trasy
| vzdálenost km | čas hod | nadmořská výška | místo                                                       | souběžné trasy       | navazující trasy      | směr navazujících tras                           |
| ------------- | ------- | --------------- | ----------------------------------------------------------- | -------------------- | --------------------- | ------------------------------------------------ |
| 0,0           | 0:00    | 915             | autobusové zastávky SAD Biela Voda                          | cyklotrasa 2860      | II/537 cyklotrasa 007 | ↓Kežmarské Žľaby                                 |
| 0,0           | 0:00    | 915             | autobusové zastávky SAD Biela Voda                          | cyklotrasa 2860      | II/537 cyklotrasa 007 | ↓Tatranské Matliare                              |
| 1,6           | 0:35    | 1 060           | rázcestie nad Matliarami                                    | cyklotrasa 2860 2911 | 2911                  | ↓Tatranské Matliare                              |
| —             | —       | —               | most přes Kežmarskou Bielou vodu                            | cyklotrasa 2860 2911 |                       |                                                  |
| —             | —       | —               | Šalviový prameň (přístřešek a informační tabule)            | cyklotrasa 2860 2911 |                       |                                                  |
| 3,1           | 1:10    | 1 210           | Šalviový prameň (rozcestí) most přes Kežmarskou Bielou vodu | cyklotrasa 2860 2911 | 2911                  | ↑Veľké Biele pleso                               |
| 3,6           | 1:20    | 1 245           | Kovaľčíkova poľana                                          | cyklotrasa 2860      | 5809                  | ↑Folvarská poľana rázcestie pod Malou Svišťovkou |
| —             | —       | —               | pod chatou pri Zelenom plese                                | cyklotrasa 2860      | cyklotrasa 2860       | ↑chata pri Zelenom plese                         |
| —             | —       | —               | Zelené pleso Kežmarské most přes Zelený potok               | 0930                 | 0930                  | ↑sedlo pod Svišťovkou                            |
| 7,8           | 2:40    | 1 550           | chata pri Zelenom plese                                     | 0930                 | cyklotrasa 2860       | ↓Kovaľčíkova poľana / Šalviový prameň            |
| 7,8           | 2:40    | 1 550           | chata pri Zelenom plese                                     | 0930                 | 0930                  | ↑Veľké Biele pleso                               |
| —             | —       | —               | Červené pleso                                               |                      |                       |                                                  |
| —             | —       | —               | Belasé pleso                                                |                      |                       |                                                  |
| —             | —       | —               | Kolové sedlo                                                |                      |                       |                                                  |
| 10,5          | 4:50    | 2 230           | Jahňací štít                                                |                      |                       |                                                  |